# Heider SV
Der Heider Sportverein von 1925 e. V., kurz Heider SV, ist ein 1925 gegründeter Fußballverein aus Heide. Er hatte seine Blütezeit in den 1950er Jahren und Anfang der 1960er Jahre. Der Heider SV ging als Abspaltung aus dem VfL Heide hervor. Unzufriedene Ersatzspieler forderten damals die Stammspieler zu einem Spiel auf, welches die Ersatzspieler gewannen, und gründeten anschließend am 14. Oktober 1925 den „kleinen HSV“, den Heider Sportverein.

## Geschichte

### 1925–1945: Vorkriegszeit
Der Heider SV wurde am 14. Oktober 1925 gegründet. Der Verein spaltete sich damals vom VfL Heide ab. Dieser wiederum war 1920 aus dem Zusammenschluss mehrerer Vereine, u. a. des Heider FC 05 und des Männerturnvereins (MTV), gebildet worden und führt seit 1945 wieder den Namen MTV Heide. Im Fußball blieb indessen der Heider SV durchweg führend. Der Heider FC 05 war Mitbegründer des Schleswig-Holsteinischen Fußball-Verbandes von 1906.

### 1946–1963: Serienmeister und höchste deutsche Spielklasse
In der Zeit bis zur Gründung der Bundesliga spielte der Verein stets um die Meisterschaft der zweithöchsten deutschen Spielklasse, der Landesliga Schleswig-Holstein, und wurde dabei zeitweise Serienmeister. Stärkster Konkurrent um die Meisterschaften zu dieser Zeit war zumeist der VfB Lübeck. Die Meister- sowie Vizemeisterschaften berechtigten Jahr auf Jahr zur Teilnahme an der Aufstiegsrunde und zwischenzeitlich gelangen Aufstiege zur damaligen höchsten Spielklasse Deutschlands, der Oberliga Nord. Dadurch wurde Heide zur kleinsten Stadt mit einem erstklassigen Verein, der damals wie heute „kleiner HSV“ genannt wird.
Der Verein spielte 1956/57 und 1960/61 mit dem Hamburger SV, Hannover 96, Werder Bremen oder dem FC St. Pauli in der Oberliga. 1956 bezwang der Verein den Deutschen Meister von 1954 Hannover 96. In der gleichen Saison besiegte man am 28. April 1957 den Hamburger SV mit 2:0 vor der bis heute gültigen Vereinsrekordkulisse von 12.000 Fans. Der Heider SV war damals ein Zuschauermagnet. Es kamen im Durchschnitt über 8000 Zuschauer zu den Spielen. Zu den Auswärtsspielen reisten immer Hunderte Anhänger mit.
| Liga                           | Spielklasse | Saison  | Platz/von | Tore  | Punkte |
| ------------------------------ | ----------- | ------- | --------- | ----- | ------ |
| Landesliga Schleswig-Holstein  | 2. Liga     | 1949/50 | 030(12)   | 48:36 | 27-17  |
| Landesliga Schleswig-Holstein  | 2. Liga     | 1950/51 | 020(12)   | 75:31 | 34-10  |
| Landesliga Schleswig-Holstein  | 2. Liga     | 1951/52 | 050(16)   | 83:49 | 36-24  |
| Landesliga Schleswig-Holstein  | 2. Liga     | 1952/53 | 030(16)   | 86:50 | 40-20  |
| Landesliga Schleswig-Holstein  | 2. Liga     | 1953/54 | 020(16)   | 95:38 | 44-16  |
| Amateurliga Schleswig-Holstein | 2. Liga     | 1954/55 | 030(18)   | 92:30 | 54:14  |
| Amateurliga Schleswig-Holstein | 2. Liga     | 1955/56 | 010(17)   | 95:23 | 52:12  |
| Oberliga Nord                  | 1. Liga     | 1956/57 | 160(16)   | 28:45 | 19–41  |
| Amateurliga Schleswig-Holstein | 2. Liga     | 1957/58 | 010(16)   | 91:20 | 49-11  |
| Amateurliga Schleswig-Holstein | 2. Liga     | 1958/59 | 010(16)   | 66:24 | 48-12  |
| Amateurliga Schleswig-Holstein | 2. Liga     | 1959/60 | 010(16)   | 77:34 | 43:17  |
| Oberliga Nord                  | 1. Liga     | 1960/61 | 160(16)   | 38:73 | 18:42  |
| Amateurliga Schleswig-Holstein | 2. Liga     | 1961/62 | 010(16)   | 77:34 | 47:13  |
| Amateurliga Schleswig-Holstein | 2. Liga     | 1962/63 | 010(16)   | 88:37 | 49:11  |

### 1964–1974: Zweitklassigkeit bis zur Ligareform
Der Heider SV spielte Ende der 1960er- bis Mitte der 1970er-Jahre vier Jahre lang in der Regionalliga, der damaligen zweithöchsten Spielklasse. Der Verein hatte immer noch beachtliche Zuschauerzahlen von bis zu 8000 Fans (1971 gegen den FC St. Pauli (1:1)), bei einem Durchschnitt von knapp 4000 Zuschauern. Weder Meister FC St. Pauli noch Vizemeister VfL Osnabrück oder der Dritte VfL Wolfsburg gewannen in dieser Regionalligasaison in Heide; die ansonsten chronische Auswärtsschwäche hielt sich in Grenzen, sodass man sogar ein 1:1 in Osnabrück holen konnte. Zuschauerliebling war damals der robuste Torjäger Lothar Raddatz. In einem starken Schlussspurt mit vier Siegen und einem Unentschieden aus den letzten fünf Spielen gelang dem Verein 1972 mit Platz 9 die beste Platzierung.
Nach einem schwachen Saisonstart 1972/73, mit nur einem Sieg aus den ersten fünf Saisonspielen, fand man sich auf einem Abstiegsplatz wieder. Nach einer Gewaltleistung im Heimspiel am 6. Spieltag gegen den VfB Oldenburg, das mit 5:1 gewonnen wurde, fand die Mannschaft wieder in die Spur. In den Begegnungen der restlichen Saison wurden vor allem wichtige Punkte gegen die direkten Konkurrenten um den Klassenerhalt erkämpft und so sah man einer weiteren Spielzeit in der Regionalliga Nord entgegen.
Die Meisterschaftsrunde 1973/74 sollte die letzte vor Einführung der zweigleisigen 2. Bundesliga sein, die einhergehende Reform der Ligastruktur führte zu einem Beben in vielen Vereinen, so auch in Heide. Nach in einer „normalen“ Saison zum Ligaerhalt führenden 13. Platzierung musste man den Gang in die Drittklassigkeit antreten. Gegen die sich zunehmend professionalisierenden Vereine Eintracht Braunschweig(6:0) und den FC St. Pauli(0:8) setzte es deftige Niederlagen, Punkte holte man wie schon in der Vorsaison gegen Konkurrenten um den Klassenerhalt. Der Heider SV musste einen sportlichen Aderlass verkraften der sich noch auf die Folgesaison auswirken sollte.
Die Zweitligazeiten des kleinen HSV waren vorbei.
| Liga                           | Spielklasse | Saison  | Platz/von | Tore  | Punkte |
| ------------------------------ | ----------- | ------- | --------- | ----- | ------ |
| Amateurliga Schleswig-Holstein | 3. Liga     | 1963/64 | 030(16)   | 91:49 | 39:21  |
| Amateurliga Schleswig-Holstein | 3. Liga     | 1964/65 | 020(16)   | 81:39 | 41:19  |
| Amateurliga Schleswig-Holstein | 3. Liga     | 1965/66 | 090(16)   | 60:51 | 30:30  |
| Amateurliga Schleswig-Holstein | 3. Liga     | 1966/67 | 080(16)   | 52:51 | 31:29  |
| Amateurliga Schleswig-Holstein | 3. Liga     | 1967/68 | 020(16)   | 60:30 | 41:19  |
| Amateurliga Schleswig-Holstein | 3. Liga     | 1967/68 | 020(16)   | 60:30 | 41:19  |
| Regionalliga Nord              | 2. Liga     | 1968/69 | 160(17)   | 46:79 | 20:44  |
| Amateurliga Schleswig-Holstein | 3. Liga     | 1969/70 | 020(16)   | 67:27 | 44:16  |
| Regionalliga Nord              | 2. Liga     | 1970/71 | 160(18)   | 38:56 | 27:41  |
| Regionalliga Nord              | 2. Liga     | 1971/72 | 090(18)   | 50:50 | 32:36  |
| Regionalliga Nord              | 2. Liga     | 1972/73 | 130(18)   | 44:54 | 25:43  |
| Regionalliga Nord              | 2. Liga     | 1973/74 | 150(18)   | 48:76 | 23:49  |

### 1975–1992: Kampf gegen Mittelmäßigkeit in der vierten Liga
In der ersten Saison nach dem Abstieg wurde der Verein direkt in die jetzt viertklassige Verbandsliga Schleswig-Holstein durchgereicht. Die folgenden Jahre waren geprägt von dem ständigen Kampf gegen die Mittelmäßigkeit. Erst 1981 reichte es wieder zu einer Vizemeisterschaft mit verbundener Teilnahme zur Aufstiegsrunde in die Oberliga Nord, diese Chance konnte aber nicht genutzt werden. Als Highlight folgte, nach einem 2:1-Finalsieg im Landespokal gegen den VfB Lübeck, die Teilnahme am DFB-Pokal 1982 mit einem 1:1 im Heimspiel gegen den TSV 1860 München. Im Rückspiel ging der Heider SV sogar früh mit 0:1 in Führung, nach einem verschossenen Elfmeter geriet man in der 2. Hälfte mit 2:1 in Rückstand und so musste man sich den Münchner Profis am Ende geschlagen geben. Der Geschmack auf mehr schien wieder hervorgeholt worden zu sein, der Zuschauerzuspruch wuchs erneut auf bis zu 2000 Besucher bei Spitzenspielen und so befand man sich 1983 wieder auf dem Meistertreppchen der Verbandsliga Schleswig-Holstein, allerdings wurde auch diese erneute Möglichkeit zur Qualifikation für die nächsthöhere Spielklasse nicht genutzt. Ab jetzt konnten keine weiteren, über das Mittelfeld hinausgehenden, Platzierungen mehr erreicht werden.
| Liga                            | Spielklasse | Saison  | Platz/von | Tore  | Punkte |
| ------------------------------- | ----------- | ------- | --------- | ----- | ------ |
| Oberliga Nord                   | 3. Liga     | 1974/75 | 160(18)   | 46:82 | 23:45  |
| Landesliga Schleswig-Holstein   | 4. Liga     | 1975/76 | 090(16)   | 48:47 | 29:31  |
| Landesliga Schleswig-Holstein   | 4. Liga     | 1975/76 | 120(16)   | 46:47 | 25:35  |
| Landesliga Schleswig-Holstein   | 4. Liga     | 1977/78 | 090(16)   | 49:51 | 31:29  |
| Verbandsliga Schleswig-Holstein | 4. Liga     | 1978/79 | 030(16)   | 63:41 | 42:18  |
| Verbandsliga Schleswig-Holstein | 4. Liga     | 1979/80 | 050(16)   | 51:44 | 32:28  |
| Verbandsliga Schleswig-Holstein | 4. Liga     | 1980/81 | 020(16)   | 61:32 | 45:15  |
| Verbandsliga Schleswig-Holstein | 4. Liga     | 1981/82 | 040(16)   | 32:25 | 35:25  |
| Verbandsliga Schleswig-Holstein | 4. Liga     | 1982/83 | 010(16)   | 45:20 | 44:16  |
| Verbandsliga Schleswig-Holstein | 4. Liga     | 1983/84 | 080(16)   | 50:42 | 32:28  |
| Verbandsliga Schleswig-Holstein | 4. Liga     | 1984/85 | 130(16)   | 40:44 | 23:37  |
| Verbandsliga Schleswig-Holstein | 4. Liga     | 1985/86 | 020(16)   | 64:29 | 44:16  |
| Verbandsliga Schleswig-Holstein | 4. Liga     | 1986/87 | 090(16)   | 45:50 | 28:32  |
| Verbandsliga Schleswig-Holstein | 4. Liga     | 1987/88 | 070(16)   | 43:52 | 29:31  |
| Verbandsliga Schleswig-Holstein | 4. Liga     | 1988/89 | 060(16)   | 53:47 | 31:29  |
| Verbandsliga Schleswig-Holstein | 4. Liga     | 1989/90 | 090(16)   | 32:45 | 28:32  |
| Verbandsliga Schleswig-Holstein | 4. Liga     | 1990/91 | 060(16)   | 41:39 | 33:27  |
| Verbandsliga Schleswig-Holstein | 4. Liga     | 1991/92 | 070(16)   | 57:49 | 31:29  |

### 1993–2004: Neue Ambitionen, Oberliga Nord und beinahe Untergang
Mit Beginn der Saison 92/93 wurde wieder kräftig in den Verein investiert, das Ziel Regionalliga und damit Drittklassigkeit wurde ausgegeben. Es wurde souverän die Vizemeisterschaft hinter dem VfB Lübeck erreicht und damit die Berechtigung an der Aufstiegsrunde teilzunehmen, in der man sich wie schon so häufig in der Vergangenheit, auch diesmal nicht durchsetzen konnte. Es wurde aber nicht aufgesteckt, sondern weiter an dem Ziel gearbeitet. In der Folgesaison konnte man erneute die Vizemeisterschaft verbuchen, dieses mal hinter der Zweitvertretung von Holstein Kiel. Auch in dieser Aufstiegsrunde blieb man chancenlos.
Zur Spielzeit 94/95 wurden die Verbandsligen Schleswig-Holstein und Hamburg zur Oberliga Nord/Staffel Nord zusammenlegt, die andere Staffel bildeten Niedersachsen/Bremen. Nun gab es also noch mehr Konkurrenz um das Rennen auf die begehrten Aufstiegsränge. Den späteren Meister St. Pauli II besiegte man zuhause mit 4:1, TSV Pansdorf mit 8:1, Holstein Kiel II und Eintracht Norderstedt mit 4:2, der Aufstieg sollte her. Trotz dieser Ergebnisse belegte der Verein in dieser ersten Oberligarunde, den von vielen Fans mittlerweile gewachsenen Ansprüchen wegen, nur einen wenig zufriedenstellenden vierten Platz zum Saisonende.
Die Saison 95/96 sollte es richten, mit einer mittlerweile eingespielten Mannschaft und neuen Verstärkungen sollte der Aufstieg nun gelingen. Die Konkurrenz wurde reihenweise vom eigenen Platz gefegt, VfL Pinneberg mit 5:2, Victoria Hamburg mit 3:0, Holstein Kiel II mit 7:2 und es entwickelte sich ein Kopf-an-Kopf Rennen mit Altona 93. Dann gab es noch das DFB-Pokal Spiel gegen den damaligen Bundesligisten und baldigen UEFA-Cup Teilnehmer SC Freiburg und seinem Trainer Volker Finke, das zuhause vor über 8000 Zuschauern mit 1:6 verloren ging. Am 10. Spieltag war es soweit, Spitzenspiel in Altona, der Heider SV gewann mit 0:5 und übernahm die Tabellenführung. Der Verein erwartete die Meisterschaft und den anschließenden Aufstieg. Allerdings schwächelte der Heider SV nach diesem Spitzenspiel und konnte erst am 15. Spieltag die Spitzenposition erneut für sich beanspruchen, welche man aber auch wieder am 20. Spieltag abzugeben hatte. Eine spannende Saison entwickelte sich. In der Rückrunde wurde erneut Altona 93 besiegt und man hielt bis zum 29. Spieltag den 2. Platz mit einem Punkt Vorsprung auf den TSV Pansdorf. Man hatte alles in der Hand, aber es versagten die Nerven im letzten Spiel, beim bereits abgeschlagenen Tabellenvorletzten, Meiendorfer SV, verlor man mit 2:1. Somit blieb am Ende einer furiosen Spielzeit nur der über alle Maßen enttäuschende dritte Tabellenplatz.
Doch war der Mut nicht aufgebraucht, 96/97 unternahm man einen weiteren Anlauf Richtung Regionalliga Nord. Nach mäßigem Saisonbeginn mit vier Punkten aus den ersten fünf Saisonspielen besiegte man schließlich vor heimischen Publikum den TSB Flensburg mit 5:1 und so begann eine lange Aufholjagd, welche auch durch eine 6:0-Niederlage beim späteren Meister VfL 93 Hamburg nicht gestoppt wurde. Am 25. Spieltag, nach der Revanche beim 1:0-Sieg im Heimspiel gegen den VfL 93 Hamburg und einem 1:7-Sieg beim späteren Absteiger SC Condor Hamburg, erklomm man den 2. Tabellenplatz der zur Teilnahme an der Aufstiegsrunde berechtigte. Diesen Tabellenplatz gaben die Heider auch nicht mehr her, so folgten weitere Aufstiegsspiele gegen den SV Arminia Hannover. 0:0 lautete das Ergebnis des Hinspiels, bei dem sich weit über 1000 Heider auf den Weg machten um ihren Verein zu unterstützen. Zum Rückspiel war somit alles hergerichtet, 5500 Anhänger erwartenden den Aufstieg der sonst so starken Heimmannschaft, doch es kam wieder einmal anders, 0:4 lautete das Ergebnis nach 90 Minuten, Fans und Sponsoren waren deprimiert, letztere sprangen reihenweise ab. Somit war der vorläufige End- und Höhepunkt gekommen, ab jetzt drohte in naher Zukunft die Insolvenz.
Die folgenden Jahre waren von Tristesse geprägt, zwar wurde die vierte Liga gehalten, jedoch spielte man keine bedeutende Rolle mehr. Den finanziellen Ruin abzuwenden wurde jetzt zur obersten Priorität, für viele Jahre. Sportlich stieg man 2004 als Tabellenletzter mit nur zwei Siegen in die Verbandsliga ab. Gleichzeitig wurde die Oberliga HH/SH aufgelöst und in eine Oberliga Nord umgewandelt. Also kann der Heider SV für sich in Anspruch nehmen, ständiges Mitglied der „alten“ Oberliga HH/SH gewesen zu sein. Aber man war nun nur noch fünftklassig.
| Liga                            | Spielklasse | Saison  | Platz/von | Tore  | Punkte |
| ------------------------------- | ----------- | ------- | --------- | ----- | ------ |
| Verbandsliga Schleswig-Holstein | 4. Liga     | 1992/93 | 020(16)   | 65:31 | 43:17  |
| Verbandsliga Schleswig-Holstein | 4. Liga     | 1993/94 | 020(16)   | 70:37 | 41:19  |
| Oberliga Nord                   | 4. Liga     | 1994/95 | 040(16)   | 66:45 | 37:23  |
| Oberliga Nord                   | 4. Liga     | 1995/96 | 030(16)   | 66:32 | 60     |
| Oberliga Nord                   | 4. Liga     | 1996/97 | 020(16)   | 66:35 | 59     |
| Oberliga Nord                   | 4. Liga     | 1997/98 | 090(16)   | 48:56 | 34     |
| Oberliga Nord                   | 4. Liga     | 1998/99 | 110(16)   | 40:50 | 34     |
| Oberliga Nord                   | 4. Liga     | 1999/00 | 120(16)   | 38:44 | 34     |
| Oberliga Nord                   | 4. Liga     | 2000/01 | 130(18)   | 25:63 | 32     |
| Oberliga Nord                   | 4. Liga     | 2001/02 | 110(18)   | 42:59 | 38     |
| Oberliga Nord                   | 4. Liga     | 2002/03 | 130(18)   | 41:53 | 34     |
| Oberliga Nord                   | 4. Liga     | 2003/04 | 180(18)   | 19:96 | 9      |

### 2005–2020: Stabilisierung und Renaissance
Auch in der Verbandsliga Schleswig-Holstein (seit 2008: Schleswig-Holstein-Liga) spielte man zunächst mehrere Jahre gegen den Abstieg, bevor ab der Saison 2006/07 durch den Einbau vieler Eigengewächse eine Konsolidierung gelang. Um professionellere Strukturen zu schaffen, stimmten die Mitglieder im März 2014 für eine Ausgliederung der Ligamannschaft in eine Kapitalgesellschaft. Am 25. April 2014 wurde die „Heider SV Liga GmbH“ beim Amtsgericht Pinneberg in das Handelsregister eingetragen. Der Verein ist gemäß der 50+1-Regel Mehrheitseigner und hält derzeit 100 Prozent der Anteile an der GmbH.
In der Saison 2014/15 erklomm der Heider SV am 13. Spieltag zum wiederholten Mal die Tabellenspitze, nachdem im Saisonverlauf Aufstiegsaspiranten wie Eutin 08 oder der SV Eichede besiegt wurden. Die Saison 2018/19 schloss der Heider SV auf dem 4. Platz ab. Da der NTSV Strand 08, TSB Flensburg und SV Todesfelde nicht für die Aufstiegsrunde gemeldet hatten, trat der Heider SV in dieser gegen Altona 93 und den Bremer SV an und stieg gemeinsam mit dem Hamburger Meister in die Regionalliga Nord auf.
Die folgende Saison in der Viertklassigkeit kämpfte der HSV gegen den Abstieg. Dennoch konnte das Team des Trainerduos Beiroth/Dethlefs einige Achtungserfolge feiern. So gab es beispielsweise Heimsiege gegen die Zweitvertretungen des Hamburger SV, des FC St. Pauli und von Hannover 96. Zum Zeitpunkt des coronabedingten Saisonabbruchs nach dem 25. Spieltag stand das Team auf dem Abstiegsplatz 17. Am 25. Juni beschloss der NFV, die Regionalliga-Saison vorzeitig zu beenden. Außerdem beschloss der Verband, dass es keine Absteiger geben sollte. Damit konnte der Heider SV den Klassenerhalt feiern, was zur Teilnahme an der Regionalliga 2020/21 berechtigte. Die nachfolgende Saison wurde ebenfalls coronabedingt abgebrochen. Da weniger als die Hälfte der Spiele bestritten wurden, gab es erneut keine Absteiger. Zum Zeitpunkt des Abbruchs stand das Team auf Platz 10 in der Nordstaffel vor Altona 93. Im letzten Heimspiel vor dem Abbruch gelang der erste Sieg gegen Teutonia 05 Ottensen. In der Saison 2021/22 stieg der Heider SV unter dem neuen Trainer Markus Wichmann aus der Regionalliga Nord ab.
| Liga                            | Spielklasse | Saison  | Platz/von | Tore  | Punkte |
| ------------------------------- | ----------- | ------- | --------- | ----- | ------ |
| Verbandsliga Schleswig-Holstein | 5. Liga     | 2004/05 | 100(18)   | 37:42 | 44     |
| Verbandsliga Schleswig-Holstein | 5. Liga     | 2005/06 | 080(17)   | 33:42 | 43     |
| Verbandsliga Schleswig-Holstein | 5. Liga     | 2006/07 | 130(18)   | 40:52 | 40     |
| Verbandsliga Schleswig-Holstein | 5. Liga     | 2007/08 | 050(19)   | 62:39 | 61     |
| Schleswig-Holstein-Liga         | 5. Liga     | 2008/09 | 040(18)   | 61:42 | 56     |
| Schleswig-Holstein-Liga         | 5. Liga     | 2009/10 | 100(18)   | 49:43 | 42     |
| Schleswig-Holstein-Liga         | 5. Liga     | 2010/11 | 140(18)   | 43:62 | 39     |
| Schleswig-Holstein-Liga         | 5. Liga     | 2011/12 | 130(18)   | 53:78 | 40     |
| Schleswig-Holstein-Liga         | 5. Liga     | 2012/13 | 070(18)   | 33:52 | 42     |
| Schleswig-Holstein-Liga         | 5. Liga     | 2013/14 | 100(18)   | 54:57 | 44     |
| Schleswig-Holstein-Liga         | 5. Liga     | 2014/15 | 140(18)   | 42:49 | 37     |
| Schleswig-Holstein-Liga         | 5. Liga     | 2015/16 | 070(18)   | 59:46 | 58     |
| Schleswig-Holstein-Liga         | 5. Liga     | 2016/17 | 070(18)   | 71:47 | 58     |
| Oberliga Schleswig-Holstein     | 5. Liga     | 2017/18 | 070(18)   | 50:42 | 43     |
| Oberliga Schleswig-Holstein     | 5. Liga     | 2018/19 | 040(18)   | 64:44 | 49     |
| Regionalliga Nord               | 4. Liga     | 2019/20 | 170(18)   | 22:66 | 16     |
| Regionalliga Nord               | 4. Liga     | 2020/21 | 10 (11)   | 4:19  | 4      |
| Regionalliga Nord               | 4. Liga     | 2021/22 | 21 (21)   | 10:17 | 5      |

## Erfolge
Der Heider SV wurde siebenmal Schleswig-Holstein-Meister sowie zweimal Schleswig-Holsteinischer Landespokalsieger und kam zu einer Achtelfinalteilnahme im DFB-Pokal (0:2-Niederlage beim 1. FC Kaiserslautern). Das Jahr 1961 zählt als eines der größten in der Geschichte des Heider SV. Der kleine HSV kann für sich auch eine Halbfinalteilnahme (1:3 gegen späteren Sieger Sportfreunde Siegen) bei der Deutschen Meisterschaft der Amateure beanspruchen. Der Heider SV steht in der ewigen Tabelle der Schleswig-Holstein-Liga auf dem ersten Platz und holte bereits mehr als 2200 Punkte in der höchsten Landesklasse.

## Persönlichkeiten
Der kleine HSV brachte mit Willi Gerdau einen Nationalspieler hervor, der 1957 beim 1:3 gegen Schottland zu einem A-Nationalmannschafts-Einsatz kam. Damit hat der Heider SV den bis heute letzten A-Nationalspieler eines schleswig-holsteinischen Fußballvereins gestellt. Gerdau trat zudem achtmal für die Amateurnationalmannschaft an. Weitere ehemalige Spieler des Heider SV sind unter anderem:
- Benno Beiroth
- Klaus Eichler
- Herbert Feddrau
- Michael Frech
- Julian Grundt
- Alfred Hußner
- Klaus Meinke
- Joachim Otto
- Reinhard Pulter
- Frank-Michael Schonert
- Rainer Waberski